# Marian Price
Marian Price (Belfast, 1954), tegenwoordig Marian McGlinchey, is een voormalig prominent lid van de paramilitaire beweging IRA.
In 1971 voegde Marian Price zich, samen met haar zus Dolours, bij de Provisional IRA. In 1972 kwam ze bij 'The Unknowns' terecht, een hoog aangeschreven groep binnen de Provisional IRA. Deze groep voerde verschillende geheime opdrachten uit, waaronder het uit Noord-Ierland ontvoeren van Noord-Ieren en IRA leden die verdacht werden van verraad. Deze personen werden naar de Ierse Republiek ontvoerd, waar ze vervolgens verdwenen.

## Bomaanslag op het Old Bailey gerechtsgebouw
Samen met haar zus Dolours en acht anderen werd Marian op 8 maart 1973, de dag van de bomaanslag op het Old Bailey gerechtsgebouw, gearresteerd terwijl ze op het vliegtuig terug naar Ierland wilden stappen, op verdenking van betrokkenheid bij de aanslag. Bij deze aanslag kwam één persoon door een hartaanval om het leven, en raakten meer dan 200 personen gewond. Op het moment van de aanslag was Price slechts 19 jaar oud.
Op 14 november 1973 werd Price veroordeeld tot twee levenslange gevangenisstraffen voor haar rol bij de bomaanslag op het Old Bailey gerechtsgebouw in 1973. Later werd deze straf ingekort tot 20 jaar. Samen met haar zus ging ze direct nadat ze in de gevangenis terecht kwam in hongerstaking, omdat ze vonden dat ze politieke gevangenen waren - en daarmee hun straf in Noord-Ierland uit zouden moeten mogen zitten, in plaats van in Engeland. Deze hongerstaking duurde 203 dagen, waarin ze door de gevangenisbewaarders geforceerd werd te eten. Door de hongerstaking hadden zowel Marian en haar zus  anorexia ontwikkeld. In 1980 werden ze vrijgelaten omdat ze dermate verzwakt waren, dat het gevangenispersoneel voor hun levens vreesde.

### Terug naar de gevangenis
In 2011 moest Price terug naar de gevangenis. Owen Paterson, de toenmalige secretaris van Noord-Ierland, vond dat ze een te grote bedreiging voor de veiligheid vormde nadat ze had gesproken bij een bijeenkomst in Derry. In mei 2013 kwam ze, na twee jaar te hebben vastgezeten, weer vrij.

## Betrokkenheid bij de aanslag op de Massereene Barakken
Op 7 januari 2014 werd Price veroordeeld tot een voorwaardelijke gevangenisstraf van 12 maanden voor het leveren van de telefoon waarmee de Real IRA de aanslag op twee militairen bij de Massereene Barracks opeiste. Bij deze aanslag, die plaatsvond op 7 maart 2009, kwamen militairen Mark Quinsey en Patrick Azimkar om het leven. Naast het leveren van de telefoon werd ze ook veroordeeld voor het oproepen tot steun voor terrorisme, tijdens een bijeenkomst in Derry in 2011.

## Betrokkenheid bij moord op Jean McConville
In zijn boek Say Nothing noemt Patrick Radden Keefe Price als het derde lid van een driekoppige groep die verantwoordelijk waren voor de verdwijning van en moord op Jean McConville. Daarnaast claimt hij dat Marian Price degene was die het fatale schot loste. Hij baseert dit op gesprekken met Ed Moloney, die voor het Boston College project veel oud-IRA leden interviewde - waaronder Dolours Price. Marian Price ontkent betrokken te zijn geweest bij de verdwijning en moord op Jean McConville. Haar zus, Dolours Price, had eerder wél toegegeven één van de drie personen te zijn.